# Вогулкина, Екатерина Максимовна
Екатерина Максимовна Вогулкина (13 октября 1926, Свердловск) — советская российская спортсменка (лыжные гонки, горнолыжный спорт), тренер. Мастер спорта СССР по горнолыжному спорту (1947), мастер спорта СССР по лыжным гонкам, заслуженный тренер РСФСР по горнолыжному спорту. Двукратная чемпионка СССР (1947, 1949).

## Биография
Родилась 13 октября 1926 года в Свердловске.
Училась в свердловской школе № 36, где с 1940 года активно занималась спортом. С 1943 года выступала в составе сборной Свердловска по лыжному спорту, с 1945 года — в составе сборной СССР. В 1947 году на чемпионате СССР в Уктусе заняла первое место в лыжном двоеборье (5 км гонка и 2 попытки слалома).
В 1949 году приняла решение перейти в горнолыжный спорт. На чемпионате СССР того же года заняла первое место в скоростном спуске. Становилась чемпионкой РСФСР, ВЦСПС, Вооружённых Сил, принимала участие в международных соревнованиях. В 1948—1952 годах училась в Ленинграде в Институте физкультуры им. П. Ф. Лесгафта.
26 марта 1955 года на соревнованиях в Чехословакии получила тяжёлую травму, после чего завершила спортивную карьеру и стала работать тренером.
С 1957 года работала на кафедре физвоспитания в Свердловском горном институте. В 1960 году возглавила сборную Свердловской области по горнолыжному спорту. На протяжении нескольких лет входила в Президиум федерации по горнолыжному спорту РСФСР. После выхода на пенсию продолжила тренировать детей. Среди её воспитанников более 10 мастеров спорта, в том числе трёхкратная чемпионка СССР Галина Малозёмова.

### Семья
Была замужем за Валерием Ивановичем Уженцевым. Сын — Сергей Валерьевич Уженцев.

## Награды
- Заслуженный тренер РСФСР (1966)[2]
- Орден «Знак Почёта» (1971)[2]
- Медаль «За доблестный труд. В ознаменование 100-летия со дня рождения Владимира Ильича Ленина» (1970)[2]
- Знак «Отличник физической культуры и спорта»[2]